# Chiloglottis formicifera
Chiloglottis formicifera är en orkidéart som beskrevs av Robert Desmond David Fitzgerald. Chiloglottis formicifera ingår i släktet Chiloglottis och familjen orkidéer. Inga underarter finns listade i Catalogue of Life.

## Bildgalleri

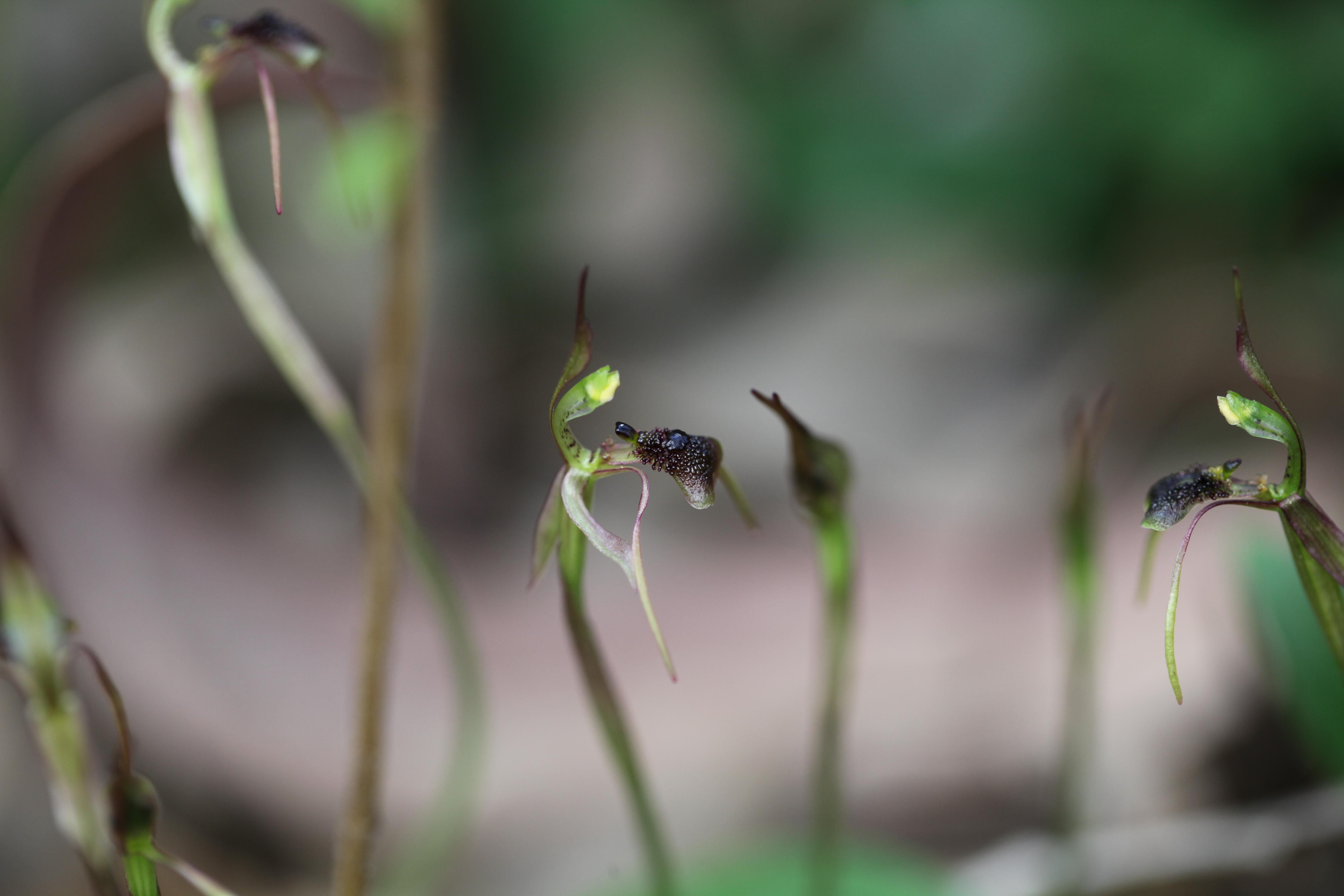
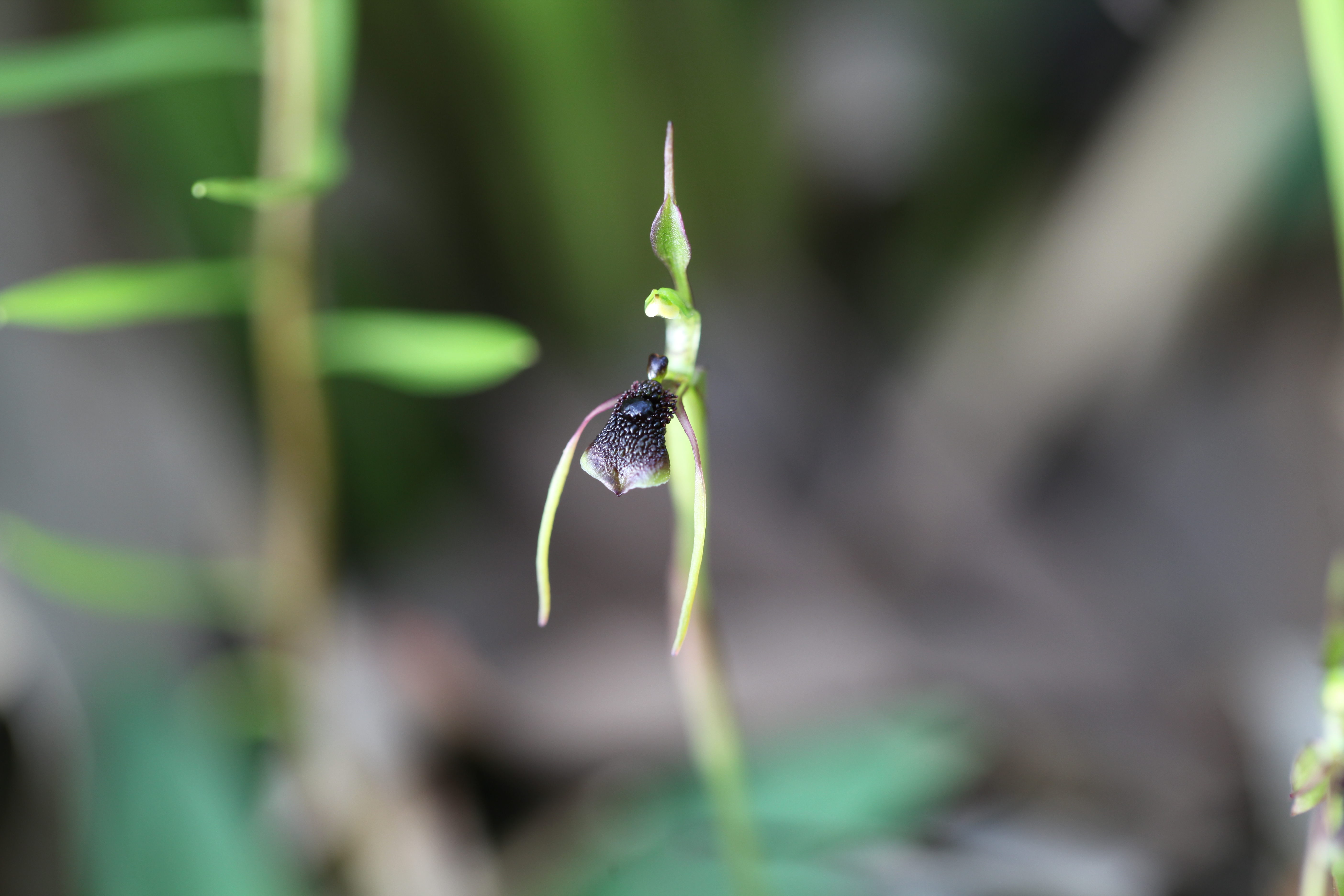
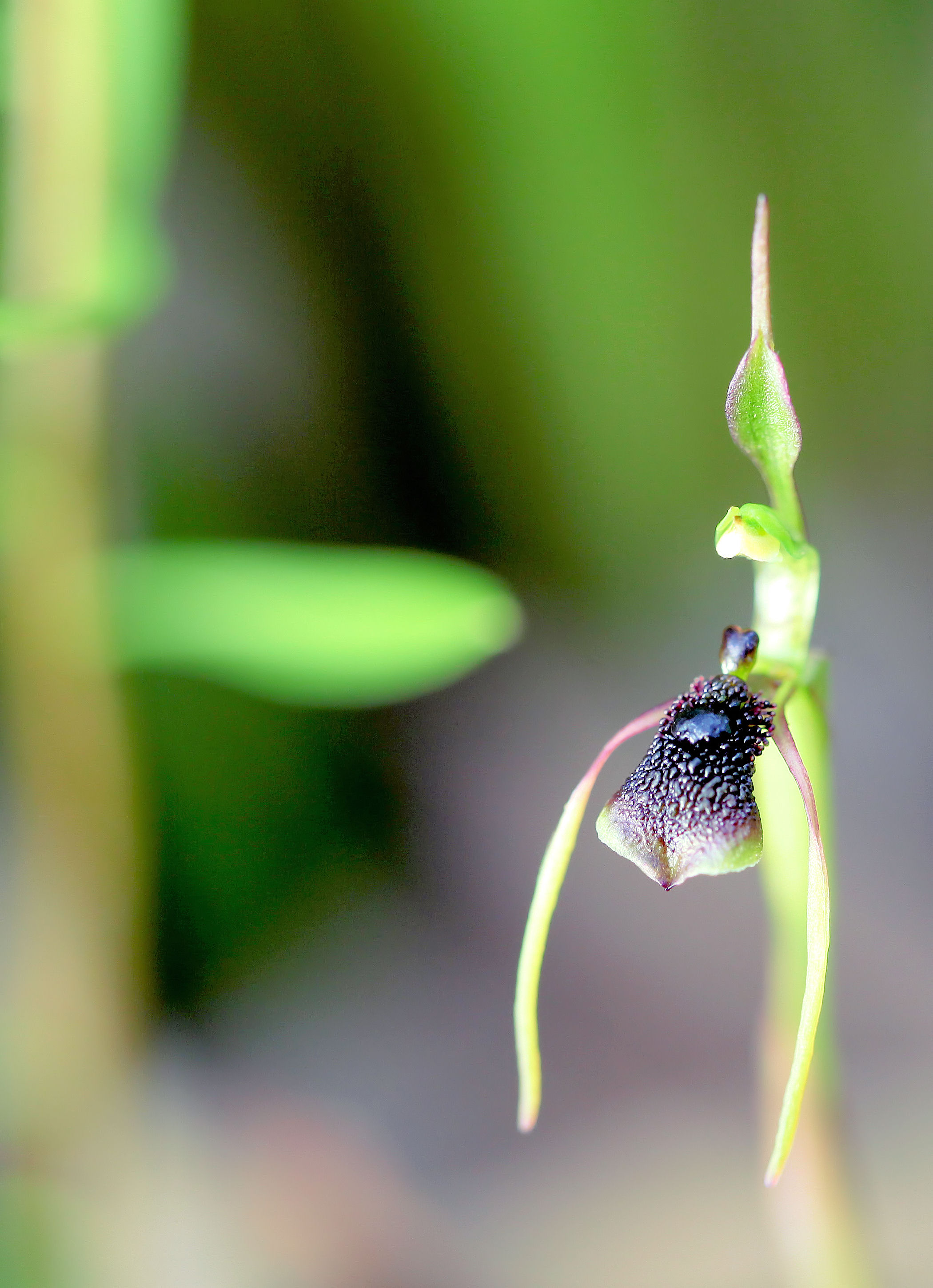
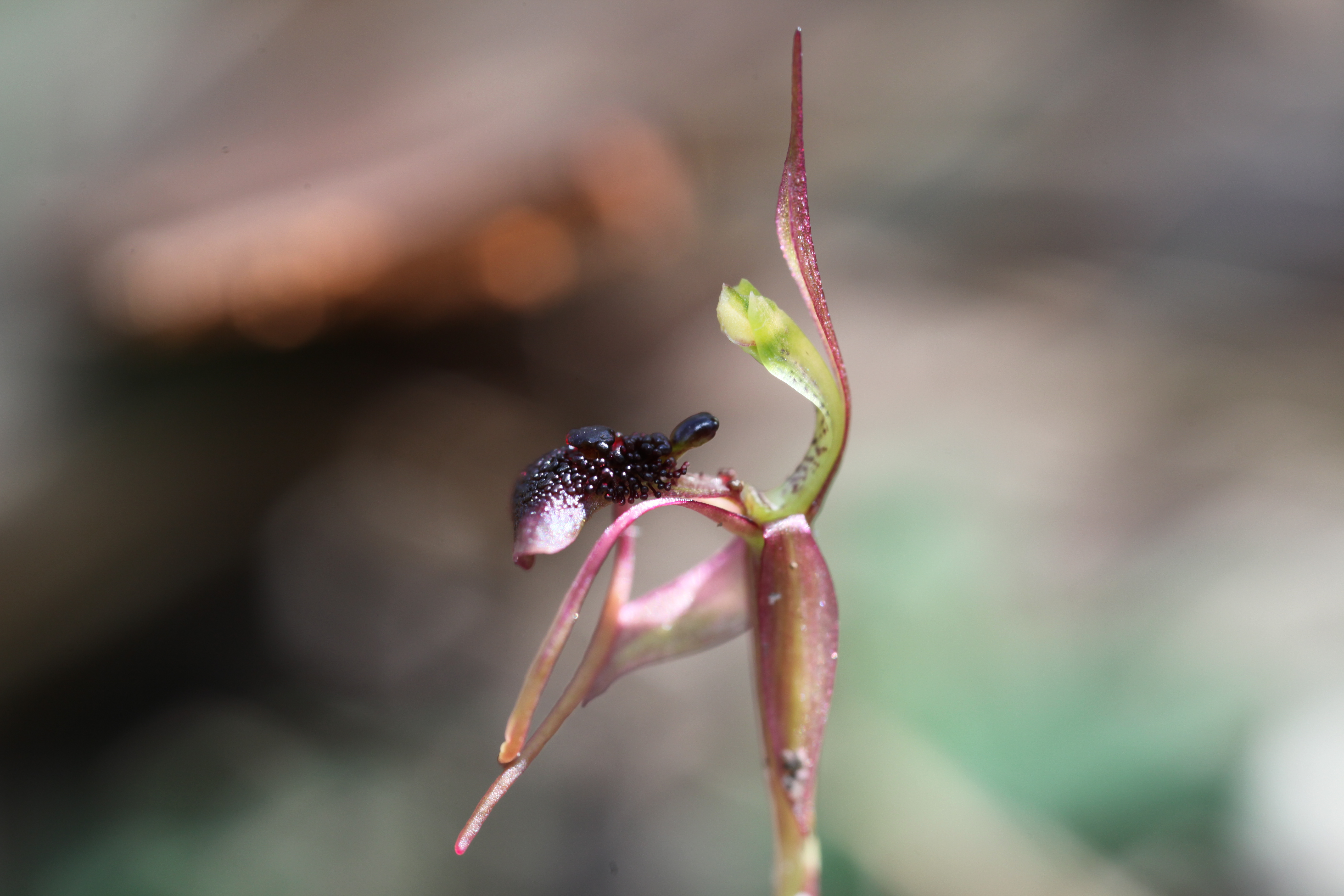